# Formpassade rör
Formpassade rör tillverkas av HD-polyeten eller PVC och har samma ytterdiameter som det gamla rörets innerdiameter, s.k. close fit.  
För att ett formpassat rör ska kunna dras in, viks det samman till en U-profil, antingen i samband med tillverkningen eller strax före monteringen. Tvärsnittsarean blir då betydligt mindre, vilket underlättar indragningen. När röret är på plats behandlas det med ånga och återtar då sin runda form. 
Ofta är äldre dricksvattenledningar belagda med ett inre skikt av avlagringar, främst järn och mangan. Men eftersom dessa avlägsnas innan infodring så påverkas inte den effektiva tvärsnittsarean. Den renoverade ledningens tvärsnittsarea minskar marginellt, men på grund av det nya rörets släta insida kan flödet genom ledningen ändå öka. 
Formpassade rör finns i material som är livsmedelsgodkänt och används vid renovering av både vatten- och avloppsledningar.

## Tekniska data
| Max ledningsdiameter   | 500 mm                                        |
| Max längd              | 800 meter                                     |
| Befintligt rörmaterial | Alla                                          |
| Nytt rörmaterial       | Plast                                         |
| Utrymmesbehov          | Nedstigningsbrunn eller start- och slutschakt |